# تاريخ فيتنام خلال الحرب العالمية الأولى

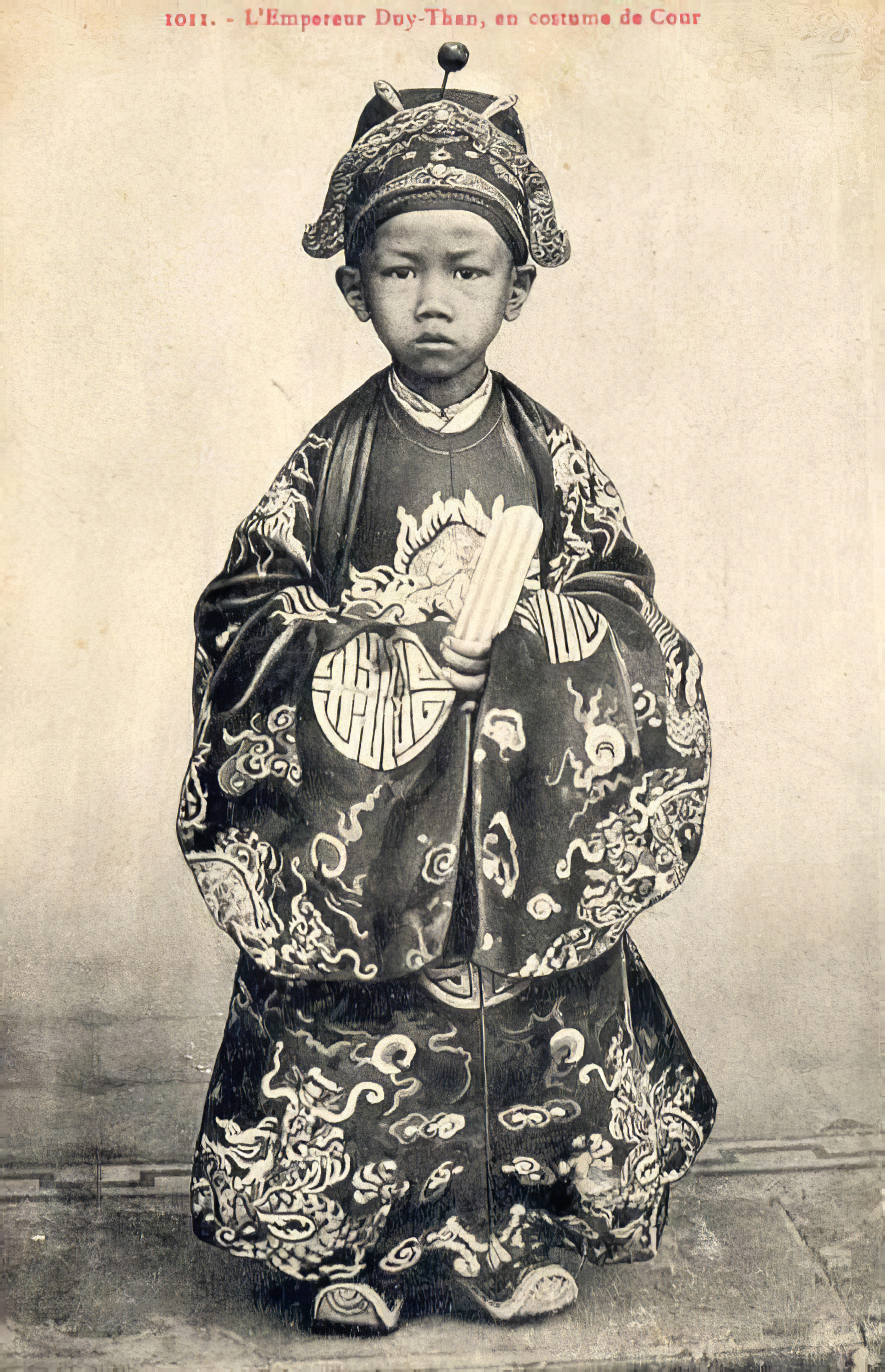

كانت فيتنام جزءًا من الهند الصينية الفرنسية عند اندلاع الحرب العالمية الأولى (المعروفة أيضًا باسم الحرب العظمى). قمعت فرنسا جميع الحركات الوطنية في فيتنام سعيًا منها إلى تسخير الموارد الطبيعية والقوى العاملة في الهند الصينية لخوض الحرب. ظلت فيتنام عضوًا في الإمبراطورية الفرنسية، وقاتل العديد من الفيتناميين لاحقًا في الحرب العالمية الأولى.

## الخدمة في أوروبا والشرق الأوسط
تزامن دخول الفرنسيين في الحرب العالمية الأولى مع فرض السلطات الفيتنامية التجنيد الإجباري على الآلاف من «المتطوعين» للخدمة في أوروبا، ما أثار أعمال شغب في جميع أنحاء كوتشينشينا.
ذهب ما يقارب 100 ألف فيتنامي إلى أوروبا للمحاربة والعمل في جبهة القتال الفرنسية، أو للخدمة بصفة يد عاملة. حارب عدد قليل من الكتائب في السوم وبيكاردي، وخدم البعض أيضا في البلقان. أدى فرض قيم سياسية جديدة على الفيتناميين وعودة الاحتلال الاستعماري إلى بلادهم (بسبب حاكم حارب الكثير منهم لأجله وماتوا في سبيله) إلى إثارة سخط الفيتناميين. انضم العديد من هذه القوات إلى الحركة القومية الفيتنامية التي ركزت على الإطاحة بالفرنسيين.

## التغييرات الأولية
أتى تواصل الفيتناميين مع الأوروبيين وكتاباتهم بثماره، إذ بدأ البعض في تقبل أفكار كانت سابقًا غير متداولة، مثل الاستقلال الوطني والنضال الثوري وما شابه ذلك. أسهمت فيتنام بما يقارب 184 مليون قرش قدمتها على شكل قروض و336 ألف طن من الغذاء، لكن ألقت هذه الإسهامات أعباءً ثقيلةً عليهم بالتزامن مع تضرر الزراعة كثيرًا بسبب الكوارث الطبيعية بين عامي 1914 و1917.
فشلت الحركة الفيتنامية الوطنية في استغلال الصعوبات التي واجهتها فرنسا نتيجة الحرب لإشعال فتيل انتفاضات كبرى، إذ افتقرت إلى التنظيم الموحد على الصعيد الوطني، وعجزت عن توظيف فعاليتها. تراجعت حركة العلماء والباحثين بالتزامن مع عجز القوى الاجتماعية حديثة العهد عن تشجيع ودعم حملات واسعة النطاق.
عانى الفيتناميون من ضرائب باهظة إضافية للمساعدة في دفع تكاليف الحرب الفرنسية.

## انتفاضات
اندلعت العديد من الثورات المعادية للاستعمار في فيتنام خلال الحرب، والتي قمعها الفرنسيون دون جهد يُذكر. في مايو 1916، هرب الملك دوي تان صاحب الستة عشر عامًا من قصره للمشاركة في انتفاضة القوات الفيتنامية التي نظمها ثاي فيين وتران كاو فان. اعتقل الفرنسيون قادة التمرد وحكموا عليهم بالإعدام بعد كشفهم خطط الفيتناميين. عُزل دوي تان ونُفي إلى جزيرة ريونيون في المحيط الهندي.
احتضنت مقاطعة تهاي غوين في الشمال الفيتنامي إحدى أكثر الانتفاضات فعالية خلال تلك الفترة، حيث ثار 300 جندي فيتنامي، وأطلقوا سراح 200 سجين سياسي، مع تزويدهم بالأسلحة إلى جانب عدة مئات من السكان المحليين. سيطر المتمردون على بلدة تهاي غوين لعدة أيام آملين الحصول على مساعدة القوميين الصينيين. على أي حال، لم تصل المساعدة المنشودة، واستعاد الفرنسيون المحافظة ولاحقوا معظم المتمردين.

## هو تشي منه
وصل الشاب هو تشي منه إلى الولايات المتحدة في هذا الوقت تقريبًا، حيث مكث على ما يبدو لبضع سنوات. عمل منه في وظائف مهينة لإعالة نفسه، بالتزامن مع استيعابه اللغة الأمريكية وثقافتها. أسس علاقات طيبةً مع السود في نيويورك، وخاصة في هارلم، بالإضافة إلى اقتباسه بصورة حرفية ديباجة إعلان الاستقلال الأمريكي عند إعلانه استقلال فيتنام في 2 سبتمبر 1945 في هانوي.